# 甲斐市立竜王北中学校
甲斐市立竜王北中学校（かいしりつ りゅうおうきたちゅうがっこう）は、山梨県甲斐市の赤坂台地にある公立中学校。2012年4月現在の生徒数は265名。地元では「北中」（きたちゅう）と略称される。
校章はキキョウと竜の爪をデザインしたもの。校歌は作詞:安藤壮一、作曲:古谷宏。
旧竜王町が生徒人口の増加を受けて、町内3校目の中学校として甲斐市立竜王中学校の通学区域から分離開校した。これにより分離前の1991年の竜王中学校の生徒数は約1,000人に対し、翌年は半数の約500人となり過密状態が改善された。
通学区域は旧竜王町北部に該当する。地理的に近く小中学校間で交流がある竜王北小学校は全通学区域が含まれ、北小の児童は基本的に全員が本校に進学する。ほかに竜王小学校や竜王東小学校からも一部児童が進学する。これにより小学校の通学区域としては分離していた竜王新町区域や竜王区域が竜王北中学校の通学区域として統合されることとなる。

## 概要
1992年、竜王北小学校同様に赤坂台地を切り開いて創立された。校舎は高台に聳える立地といい欧州城郭を思わせる造りとなっている。特徴として、地形がなだらかで利便性の良い旧竜王町に位置しながら校内からは高台ゆえ美しい景観が眺められ、校歌に歌われる富士山や信玄堤は勿論、遥か甲府市街地も見渡せる開放感がある。校訓である「自学感動」は初代校長らが定めたもの。制服制定に向け生徒、教諭、保護者が議論し現在の衣装が採用された。次第にテニスコート、部室、プール、コンピュータ室が完成。テニスコートには藤棚が設置された（2023年撤去）。コロナ禍で多くの行事が衰退した。開校4年目以来の伝統行事であった毎年の卒業式および入学式で披露される「ハレルヤ」の合唱をはじめ、北小と連携して取り組まれる合唱発表会(小中学生合同で合唱も行われる)。かつて重視されていた強歩大会や北中ソーラン、紫龍祭閉祭セレモニーでの「虹」の合唱が休止中。体育の集団行動など、集団での活動を減少させている。生徒会誌『桔梗』は現在まで毎年発行され続けている。

### 学校の特性
竜王町はサンテクノカレッジを誘致して以来、インターネットを駆使した学校情報配信は県内最先端であり、本校も積極的にウェブサイト更新に力を注いできた。生徒の多くは竜王北小学校から進学するため、北小の雰囲気が継続しやすいことが特徴。昨今全国的に子供の不登校が問題とされ、本校は以前より不登校児の多さが長年の課題であり、その対策にも力を入れている。また、一時期は強い愛校心を掲げる教育が特徴的であった。当時の生徒指導教諭を中心に北中の独自性を確立するための厳しい教育が展開された。挨拶作法をはじめ、上下関係の厳格化、原則全員部活動参加、登校日は制服着用絶対厳守で登校させるなど近隣の中学校との差別化を掲げていた。この教育は北中の伝統を作ろうとするとともに、生徒の一致団結を促すことを目的としていた。後述の北中ソーランもその一環として取り入れられたものである。この教育は近隣の学校や教諭、特に保護者の間に知られるところとなり高い評価を受け、主導した生徒指導教諭は地元メディアで報道されたこともあった。現在でこそ、かつてほどの全国的な非行問題は既に風化し、当該生徒指導教諭が着任した2009年時点でも、市内の中学校は徐々に落ち着きを取り戻しつつあった。とはいえベテラン教師たちは過去の苦い経験から2度と非行問題を起こさせない、と上記の北中教育に取り組んだ。それゆえに本校は周辺でも格別とされ、これが歴史を知る保護者内から称賛された。そのため当該教師は北中を代表する顔となっていた。

### 通学区域
- 竜王１〜４区（竜王北小の通学区域に、分離されていた竜王小の通学区域の竜王3区の一部、竜王4区の一部が統合された形。）
- 竜王新町１〜７区（竜王北小の通学区域に、分離されていた竜王小の通学区域の新町６区が統合された形。）
- 竜王仲町区（竜王小）
- 名取区（竜王東小）
- 富竹新田1区（竜王東小）［自転車通学区域］
- 登美団地の一部、希望ケ丘の一部、滝坂区の一部（双葉東小）［双葉中との選択制］
- 横町区の一部、寺町区の一部（双葉西小）［双葉中との選択制］

## 沿革
- 1992年 - 竜王町立竜王中学校の学区の一部を分離して[4]、竜王町立北中学校として開校。
- 1996年 - 創立5年式典
- 2001年 - 創立10周年記念式典
- 2003年 - 『ウォーターボーイズ』ドラマ撮影のロケ地として甲斐市内では玉幡中学校とともに選ばれた。女子校の設定で、自転車置き場など現在と配置が異なっている。
- 2004年 - 平成の大合併により、甲斐市立竜王北中学校と改称。
- 2011年 - 武道場竣工
- 2012年 - 県中学校卓球新人大会で女子シングルス優勝
- 2013年 - 県中学校新人大会で水泳競技2年男子50ｍ背泳優勝。県中学校新人バドミントン大会で団体戦準優勝。
- 2014年 - 県中学校バドミントン選手権大会で女子団体戦優勝。
- 2015年 - 双葉中、竜王中とともにテレビ朝日に取り上げられる。「ふるさと山梨」コンクール 学校賞（知事賞・優秀賞）。
- 2016年 - 創立25周年式典。YBSワイドニュースで当時の生徒指導教諭が特集される。	県中学校総合体育大会　野球の部　優勝（関東大会出場）。「ふるさと山梨」コンクールで生徒が大賞受賞。
- 2017年 - 第4回贈りたい本大賞 大賞・学校賞受賞。「ふるさと山梨」コンクール学校奨励賞 。
- 2018年 - 校内強歩大会で3年女子が1年生から在校３年間連続１位の快挙。
- 2019年 - 山日YBS席書き大会で生徒が大会大賞受賞及び文部科学大臣賞。県中学校総合体育大会水泳競技の部　男子1500ｍ　第1位　関東大会出場。贈りたい本大賞　学校賞（3年連続）。金田一秀穂が出張授業。

### 新入生徒数
- 平成27年度、男子44名、女子30名、計74名
- 平成28年度、男子50名、女子26名、計76名
- 平成29年度、男子52名、女子41名、計93名
- 平成30年度、男子33名、女子29名、計62名
- 平成31年度(令和元年度)、男子46名、女子47名、計93名

## 歴代校長

### 黎明期（1992 - 2001）
| 代 | 氏名     | 期間       | 備考                 |
| -- | -------- | ---------- | -------------------- |
| 1  | 篠原茂   | 1992〜1993 | 後、甲斐市教育委員長 |
| 2  | 加藤肇   | 1994〜1995 |                      |
| 3  | 窪田包久 | 1996〜1997 |                      |
| 4  | 志賀章二 | 1998〜2001 | 初代教頭             |

### 直近10年 (2014 - 2023)
| 代 | 氏名 | 期間       | 備考                            |
| -- | ---- | ---------- | ------------------------------- |
|    | 深沢 | 〜2014     |                                 |
|    | 清水 | 2015〜2016 |                                 |
|    | 今村 | 2017       |                                 |
|    | 小林 | 2018〜2020 | 2013〜2014教頭                  |
|    | 依田 | 2021〜2023 | 1992年の開校当初より9年間在籍。 |

## 部活動

### 運動部
- バドミントン部 - 1994年、女子団体が県で優勝した。現在でも優秀な選手を輩出している。
- 陸上部 - 1996年、県の駅伝大会で女子が優勝、全国中学校駅伝大会に出場。ちなみに現在は季節部（大会等の直前のみ活動がある部）としての活動を除き廃止されている。
- 剣道部 - 2007年、県選手権大会で女子が優勝、全国中学校剣道大会に出場。
- 野球部 - 2013年、県新人戦で優勝。関東新人戦に進出。2016年、県総体で優勝。関東大会出場。
- サッカー部
- 男子ソフトテニス部
- 女子ソフトテニス部
- 男子バスケットボール部
- 女子バスケットボール部

### 文化部
- 吹奏楽部 - 県マーチングコンテスト・パレード部門で金賞（2005年〜2008年）、県吹奏楽コンクール中学校A部門で金賞受賞（2009年〜2013年）県マーチングコンテスト・中学校A部門で金賞を受賞（2011年、2013年〜2017年、2019年）。2007年より2008年、2011年を除き西関東吹奏楽コンクール、西関東マーチングコンテストに進出している。校内活動としては学園祭では文化祭で演奏のみ、体育祭でマーチングを披露する。また、年1度各部活動を回って演奏を披露する。
- 美術文化部 - 唯一、休日に活動がない。郡総合体育大会が開かれる際には各部活の写真撮影などを担当する。

### 季節部
- 陸上部
- 水泳部

## 北中ソーラン・ソーラン隊
北中ソーラン隊（きたちゅうそーらんたい）は、一部生徒で構成されたソーラン節を舞踊するグループ。本校で最も精力的に行われる活動であったソーラン節は毎年の体育祭で全生徒が披露する。その中でも主力となり、より難易度の高い舞踊に取り組むのがソーラン隊である。取り組む内容は、生徒への指導や隣接する竜王北小学校をはじめ市内のイベント等での披露である。元となったのは1991年に稚内南中学校で始められた「TAKiOのソーラン節」を使用した演舞「南中ソーラン」。この演舞を生徒の一致団結を促すために学校活動に取り入れたもので、自主的に練習し、上級生が下級生に教えることで絆を深めることが促されていた。体育科目教師であった当時の生徒指導教諭によって全校ソーランやソーラン隊が設立され、学校の伝統行事として重視されていた。この取り組みをはじめ厳しい指導や同時期の吹奏楽部の功績と合わせて、竜王北中学校の評判が高まった。YBSワイドニュース内で特集が組まれた当該教諭は平成28年度に定年退職し、当該教師による直接的指導は終了したが、翌年には外部指導が行われた。平成30年度、翌年をもってソーラン隊は解散すると発表されたが、本校の代名詞として令和元年度も体育祭で生徒全員での披露が行われた。令和2年度からはコロナウイルス流行により行事の簡略化で途絶、現在休止中である。

## 年間行事
- 八ヶ岳方面宿泊学習 1年生
- 修学旅行 (5月) 3泊4日→2泊3日 3年生
- ふるさと探訪 (5月) 2年生　[現在は富士吉田方面のみ。平成9年度までの名称は県内史跡巡り]
- 2年生職場体験　(8月)
- PTA奉仕作業 (8月)
- 紫龍祭（学園祭、9月第1週または第2週）
  - 文化部門（1日目）金曜日
  - 体育部門（2日目）土曜日
- 合唱発表会（11月）［コンクール制ではない。竜王北小学校高学年との「ケサラ」合同合唱は停止］
- 芸術鑑賞会

過去の恒例行事
- 1泊2日のスキー教室
- 学年ごとの登山
- 7月の釜無川河川敷清掃　信玄堤→学校付近
- 入学式での教員配置発表。平成30年度から事前告知制に移行。
- 強歩大会。開校当初から行われてきたが感染症流行のため停止し、2023年度に廃止を決定した。

## 学校周辺
- 竜王北小学校
- 赤坂台総合公園
- 竜王駅
- 信玄堤
- 慈照寺
- 竜王河原宿